# Akron (Indiana)
Akron – miasto w Stanach Zjednoczonych, w stanie Indiana, w hrabstwie Fulton.